# Dave Volz
David Alan „Dave” Volz (ur. 2 maja 1962 w Long Beach) – amerykański lekkoatleta, specjalizujący się w skoku o tyczce. Zajął 5. miejsce na letnich igrzyskach olimpijskich w 1992 w Barcelonie. Ponadto zdobył brązowy medal na letniej uniwersjadzie w 1985. Z wynikiem 5,75 m, Volz i Jean-Michel Bellot zajęli 1. miejsce na liście najlepszych występów w 1982 roku.
Jest najbardziej znany ze stworzenia techniki, obecnie niedozwolonej przez IAAF, polegającej na podtrzymywaniu lub nawet odkładaniu poprzeczki w powietrzu, aby zapobiec jej spadnięciu, znanej jako volzing.
Rekordy życiowe: stadion – 5,80 m (21 czerwca 1992, Nowy Orlean); hala – 5,80 m (14 lutego 1986, Nowy Jork).